# Bill Prady
Bill Prady, född 7 juni 1960 i Detroit, är en amerikansk TV-författare och producent som har arbetat på amerikanska sitcoms och olika program, inklusive Star Trek: Voyager, Dharma & Greg, Gilmore Girls och The Big Bang Theory.
Asteroiden 8630 Billprady är uppkallad efter honom.